# فورمن (ویرجینیای غربی)
فورمن (به انگلیسی: Forman) یک منطقهٔ مسکونی در ایالات متحده آمریکا است که در شهرستان گرنت، ویرجینیای غربی واقع شده‌است.